# Eriopyga diplopis
Eriopyga diplopis är en fjärilsart som beskrevs av Dyar 1914. Eriopyga diplopis ingår i släktet Eriopyga och familjen nattflyn. Inga underarter finns listade i Catalogue of Life.